# Fairlight (groupe)
Pour les articles homonymes, voir Fairlight et FLT.

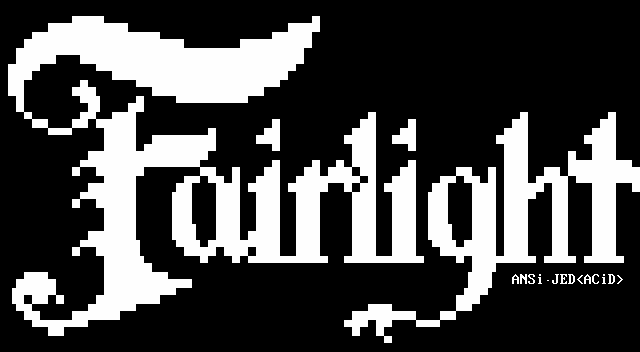
Logo du groupe Fairlight en Art ASCII par JED du groupe ACiD.

Fairlight, en abrégé FLT, est un groupe de démo et de warez en activité depuis 1987 ayant fait ses débuts sur Commodore 64.
Depuis 1995, le groupe s'était scindé en deux branches distinctes, la première légale (avec la démo) et la seconde restant dans le Warez, illégale.
L'Opération Fast Link menée par la police dans 27 pays différents en avril 2004 pensait avoir définitivement mis fin à la branche Warez du groupe le plus mythique de toute la scène, mais celui-ci a réapparu peu de temps après.